# Governatori omayyadi dell'Iraq
Elenco dei Governatori omayyadi dell'Iraq

## Premessa
Nella storia, che la periodizzazione occidentale definisce "medievale" (del tutto inappropriata per il mondo islamico per il quale quell'epoca costituisce il periodo "classico"), l'Iraq (in arabo العراق‎?, al-ʿIrāq) era un'area che comprendeva le regioni meridionali della Mesopotamia, all'incirca identificabili in antico come Babilonia. Era confinante a NO con la Jazīra, a N con l'attuale Azerbaigian (sasanide Aturpatakan), a NE con il Jibal (antica Media), a E con al-Ahwaz, a SE con il Golfo Persico e a SO coi deserti dell'Arabia.
Nell'organizzazione amministrativa del califfato omayyade, l'Iraq non era inizialmente una provincia unitaria ma divisa tra i governatorati degli importanti miṣr di al-Baṣra e di al-Kūfa. Le due città furono unificate per la prima volta nel 670, quando il Califfo omayyade Muʿāwiya I affidò il loro controllo al fratellastro Ziyād ibn Abīhi. Dopo la morte di Ziyād, le due città ebbero amministrazioni separate ma i successivi Califfi tornarono a trattarle come un'unica realtà amministrativa, assegnando loro con ʿAbd al-Malik ibn Marwān un unico Wālī. 
Il governatorato dell'Iraq era assai potente all'interno della gerarchia dei governatorati califfali omayyadi. Inoltre all'Iraq era spesso assegnata la responsabilità delle province del califfato che erano state inizialmente conquistate da truppe basriote o kufane, compresi al-Ahwaz, al-Jibal, Fars, Kerman, Khorasan, Sijistan, Makran, al-Sind e Jurjan. Aveva inoltre autorità sulle province dell'Arabia orientale, vale a dire al-Bahrayn, al-Yamāma e Oman. In totale, tali province costituivano quasi la metà dell'intero impero islamico e comportavano enormi introiti percepiti dal governo centrale di Damasco. 

Il governatorato aveva il potere di nominare e rimuovere i titolari dei sotto-governatorati di tutte queste province, e ciascuno dei sotto-Governatori faceva rapporto ad esso, anziché al Califfo.
I Governatori che erano nominati per l'Iraq dovevano tutti risiedere all'interno della provincia nel corso del loro mandato. La sede tuttavia tendeva a cambiare di tanto in tanto. Sotto Ziyād ibn Abīhi, Baṣra e Kūfa servirono come capitali-gemelle ed egli risiedeva in entrambi i miṣr durante l'anno. Baṣra però prevalse infine sulla più irrequieta Kūfa (dove assai forti erano gli Alidi) e finì col diventare la capitale della provincia d'Iraq per il resto del VII secolo. Il famoso Governatore al-Ḥajjāj b. Yūsuf al-Thaqafī ordinò la costruzione di una terza città-guarnigione, Wāsiṭ, più sicura politicamente, in cui egli preferì rimanere stabilmente per tutto il resto della sua vita di Governatore, malgrado talora si spostasse per qualche tempo a Kūfa e al-Ḥīra.
L'Iraq rimase provincia omayyade fino al 749-750, quando un esercito abbaside assediò Wāsiṭ obbligando l'ultimo Governatore, Yazid ibn 'Umar al-Fazari, ad arrendersi. In seguito a tale evento gli Abbasidi abolirono il governatorato dell'Iraq e tornarono alla pratica di nominare Governatori separati per i singoli distretti della regione.

## Elenco dei Governatori
In questo elenco sono ricordati solo i Governatori che ebbero autorità sia a Baṣra sia a Kūfa contemporaneamente.
| Nome                           | Inizio | Termine | Natura della cessazione | Note |
| ------------------------------ | ------ | ------- | ----------------------- | --- |
| Nessuno                        | 661    | 670     | non/disponibile         | Baṣra e Kūfa furono amministrate separatamente da diversi Governatori in questo periodo. |
| Ziyād ibn Abīhi                | 670    | 673     | Deceduto in carica      | Nominato dal Califfo Muʿāwiya I |
| Nessuno                        | 673    | 680     | non/disponibile         | Baṣra e Kūfa furono amministrate separatamente da diversi Governatori in questo periodo. |
| ʿUbayd Allāh b. Ziyād          | 680    | 684     | Dimessosi               | Figlio di Ziyād ibn Abīhi. Nominato dal Califfo Yazīd I. |
| Nessuno                        | 684    | 691     | n/d                     | L'Iraq fu perso per gli Omayyadi durante la gran parte della Seconda Fitna. Dal 686 al 691, la rivolta di ʿAbd Allāh b. al-Zubayr portò suo fratello Muṣʿab a controllare tanto Baṣra quanto Kūfa. |
| Nessuno                        | 691    | 693     | n/d                     | Baṣra e Kūfa furono sotto differenti Governatori durante questo periodo |
| Bishr ibn Marwān               | 693    | 694     | Deceduto in carica      | Fratello del Califfo ʿAbd al-Malik b. Marwān, che lo nominò. |
| al-Ḥajjāj b. Yūsuf al-Thaqafī  | 694    | 714     | Deceduto in carica      | Nominato da ʿAbd al-Malik b. Marwān. |
| Yazīd b. Abī Kabsha al-Saksakī | 714    | 715     | Deposto                 | Nominato dal Califfo al-Walīd I. |
| Yazīd b. al-Muhallab al-Azdī   | 715    | 717     | Deposto                 | Nominato dal Califfo Sulaymān b. ʿAbd al-Malik. |
| Nessuno                        | 717    | 720     | n/d                     | Baṣra e Kūfa furono sotto Governatori diversi durante questo periodo. |
| Maslama ibn ʿAbd al-Malik      | 720    | 721     | Deposto                 | Fratello del Califfo Yazīd II, che lo nominò. |
| ʿUmar b. Hubayra al-Fazarī     | 721    | 724     | Deposto                 | Nominato da Yazīd ibn ʿAbd al-Malik. |
| Khālid b. ʿAbd Allāh al-Qasrī  | 724    | 738     | Deposto                 | Nominato dal Califfo Hishām ibn ʿAbd al-Malik |
| Yūsuf ibn ʿUmar al-Thaqafī     | 738    | 744     | Deposto                 | Nominato da Hishām ibn ʿAbd al-Malik. |
| Manṣūr b. Jumhur al-Kalbī      | 744    | 744     | Deposto                 | Nominato dal Califfo Yazīd III |
| ʿAbd Allāh b. ʿUmar            | 744    | 745     | Deposto                 | Figlio del Califfo ʿUmar II. Nominato da Yazīd III |
| al-Naḍr b. Saʿīd al-Harashī    | 745    | 745     | Dimessosi               | Nominato dal Califfo Marwān II |
| Yazīd b. ʿUmar al-Fazarī       | 745    | 750     | Ucciso                  | Figlio di ʿUmar b. Hubayra al-Fazarī. Nominato da Marwān II. |